# Peter Cabus
Peter Noël Cabus (født 27. juli 1923 i Mechelen, Belgien - død 11. november 2000) var en belgisk komponist, pianist, organist, rektor, lærer og musikolog.
Cabus studerede komposition privat hos Godfried Devreese, og studerede senere klaver og orgel på Lemmens Institutet i Löwen.
Herefter studerede han komposition på det Kongelige Musikkonservatorium i Buxelles hos bla. Jean Absil og Leon Jongen.
Cabus har skrevet 7 symfonier, orkesterværker, koncertmusik, kammermusik, korværker, vokalmusik etc.
Han underviste som lærer i komposition, og blev senere rektor på Musikkonservatoriet i Mechelen, og levede som udøvende organist og pianist i forskellige embeder.

## Udvalgte værker
- Symfoni nr. 1 (1946) - for orkester
- Symfoni nr. 2 (1957) - for orkester
- Symfoni nr. 3 (1961) - for orkester
- Symfoni nr. 4 (1986) - for strygerorkester
- Symfoni nr. 5 (1987) - for orkester
- Symfoni nr. 6 "Lille symfoni" (1993) - for orkester
- Symfoni (1964) - for kammerorkester
- "Symfoni Koncertante" (1973) - for cembalo, klaver og strygerorkester
- Sinfonietta (1951) - for orkester